# 동지
동지(冬至)는 24절기 중 스물두 번째 절기로서, 태양 황경이 270도가 되는 때이다. 대개 팥죽을 먹는다. 양력에서는 12월 21일 또는 22일이며, 음력에서는 동지가 드는 달을 11월(동짓달)로 한다. 대설(大雪)과 소한(小寒) 사이에 들며, 태양이 남회귀선, 곧 적도 이남 23.5°인 동지선(冬至線)에 이르는 때이다. 이때 태양은 가장 남쪽에 위치하는데, 대한민국, 독일 등과 같은 북반구에서는 낮의 길이가 가장 짧고 밤이 가장 길며, 남반구에서는 낮의 길이가 가장 길고 밤이 가장 짧다. 추위는 대략 이 무렵부터 강력해지기 시작한다.
동지는 겨울의 중간 지점이자 1년 중 가장 추운 날로 여겨지지만, 이는 사실이 아니다. 먼저, 이때는 지구 북반구에서는 겨울이지만, 남반구에서는 여름이므로, 지구 전체적으로 동일한 의미로 사용하려면, 12월 지점이라고 표현하는 것이 맞다. 동지는 북반구에서 1년 중 태양의 고도, 즉 남중고도가 가장 낮은 날일 뿐, 1년 중 기온(온도)이 가장 낮은 날이 아니다. 대한민국에서 24절기 중 기온(온도)이 가장 낮은 날은 소한이다.

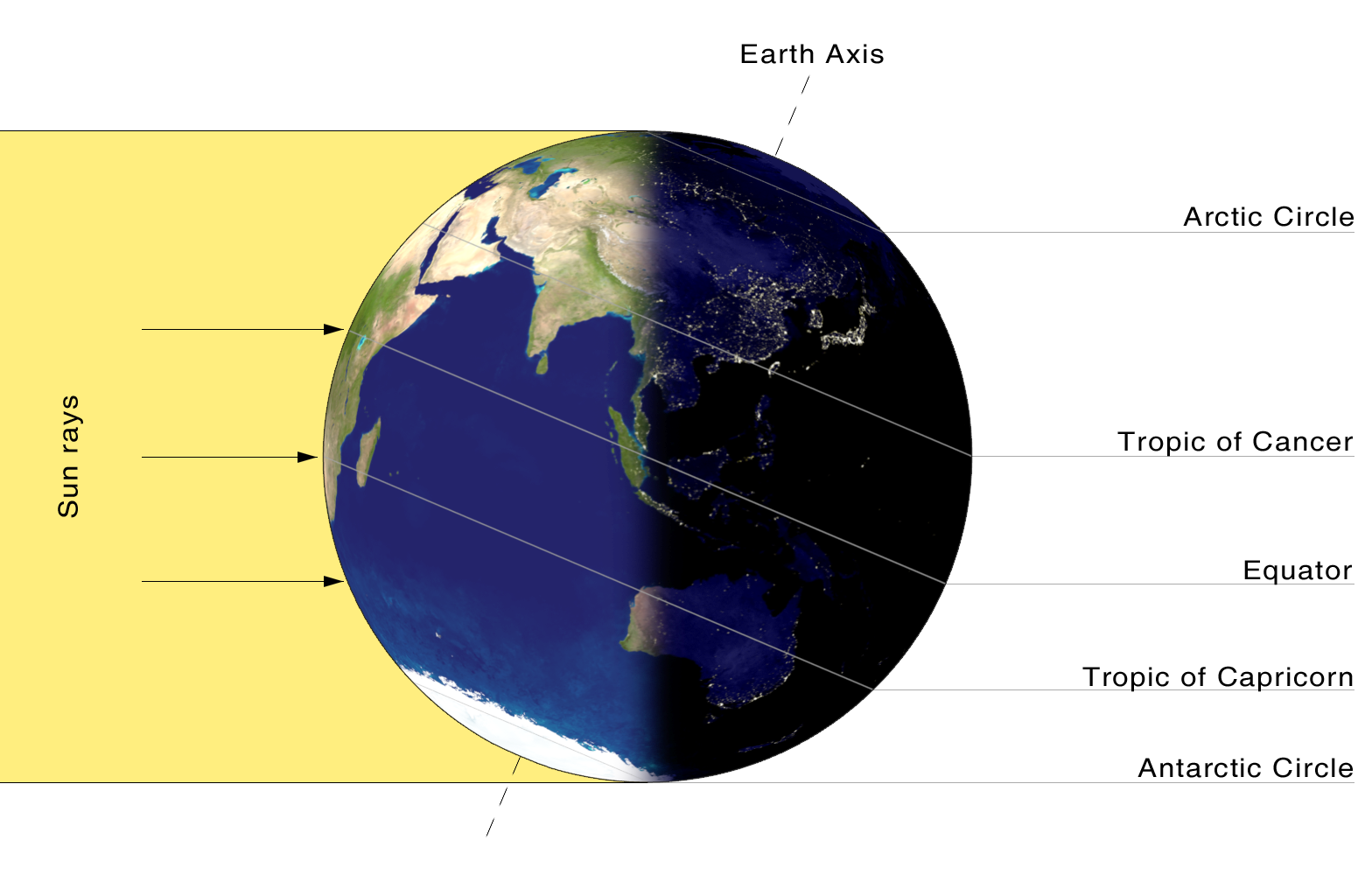
동지날 태양과 지구의 위치

## 일출과 일몰
지역에 따른 2013년 동지의 일출과 일몰 시각은 다음과 같다.
| 지역 | 위도와 경도                                              | 일출           | 일몰           | 낮의 길이  |
| ---- | -------------------------------------------------------- | -------------- | -------------- | ---------- |
| 서울 | 북위 37° 33′ 동경 126° 58′  / 북위 37.550° 동경 126.967° | 07시 43분 30초 | 17시 17분 30초 | 9시간 34분 |
| 평양 | 북위 39° 02′ 동경 125° 45′  / 북위 39.033° 동경 125.750° | 07시 53분      | 17시 18분      | 9시간 25분 |

## 기후
동지 때 지구의 북반구는 완연한 겨울이 된다. 이는 태양의 고도가 낮아짐에 따라 태양의 복사 에너지가 작아지기 때문이다. 북위 37도인 지역(서울, 강릉 등)에서 하지의 태양 복사 에너지를 100%라 한다면 동지에는 49% 정도이다.

## 관련 풍습
| 24절기 - 입춘 - 우수 - 경칩 - 춘분 - 청명 - 곡우 - 입하 - 소만 - 망종 - 하지 - 소서 - 대서 - 입추 - 처서 - 백로 - 추분 - 한로 - 상강 - 입동 - 소설 - 대설 - 동지 - 소한 - 대한 ← ↓ → ↑ | 24절기 - 입춘 - 우수 - 경칩 - 춘분 - 청명 - 곡우 - 입하 - 소만 - 망종 - 하지 - 소서 - 대서 - 입추 - 처서 - 백로 - 추분 - 한로 - 상강 - 입동 - 소설 - 대설 - 동지 - 소한 - 대한 ← ↓ → ↑ | 24절기 - 입춘 - 우수 - 경칩 - 춘분 - 청명 - 곡우 - 입하 - 소만 - 망종 - 하지 - 소서 - 대서 - 입추 - 처서 - 백로 - 추분 - 한로 - 상강 - 입동 - 소설 - 대설 - 동지 - 소한 - 대한 ← ↓ → ↑ |
| 황경 | 절기 | 양력 |
| --- | --- | --- |
| 봄 | | |
| 315° | 입춘 | 2/3~5 |
| 330° | 우수 | 2/18~19 |
| 345° | 경칩 | 3/5~6 |
| 0° | 춘분 | 3/20~21 |
| 15° | 청명 | 4/4~5 |
| 30° | 곡우 | 4/20~21 |
| 여름 | | |
| 45° | 입하 | 5/5~6 |
| 60° | 소만 | 5/21~22 |
| 75° | 망종 | 6/5~6 |
| 90° | 하지 | 6/21~22 |
| 105° | 소서 | 7/7~8 |
| 120° | 대서 | 7/22~23 |
| 가을 | | |
| 135° | 입추 | 8/7~8 |
| 150° | 처서 | 8/22~24 |
| 165° | 백로 | 9/7~8 |
| 180° | 추분 | 9/22~23 |
| 195° | 한로 | 10/8~9 |
| 210° | 상강 | 10/23~24 |
| 겨울 | | |
| 225° | 입동 | 11/7~8 |
| 240° | 소설 | 11/22~23 |
| 255° | 대설 | 12/7~8 |
| 270° | 동지 | 12/21~22 |
| 285° | 소한 | 1/5~6 |
| 300° | 대한 | 1/19~21 |

동지(冬至)를 기점으로 하여 점차 낮의 길이가 길어지므로 많은 곳에서 축제일, 또는 1년의 시작일로 삼았다.

### 한국의 풍습
동지는 반드시 음력 11월에 들어서 음력 11월을 동짓달이라 불렀다. 또한 동지를 작은설로 부르며 크게 축하했다. 민간에서는 동지에, 설날 떡국을 먹으면 나이를 한 살 더 먹는 것처럼, 동짓날 팥죽을 먹으면 한 살 더 먹는다고 한다. 이것은 옛날에 동지 (옛날 서당은 이 날에 입학하였다.)를 정월(正月)로 삼은 풍속에 따른 것이었다. 한국에서는 다음과 같은 풍습이 전해진다.
- 동지 팥죽 - 동지 때 쑤어 먹는 팥죽. 새알심을 넣어 쑨다. 옛날에는 동지를 큰 명절로 지냈으나 요즘은 제사를 모시지 않고 붉은팥죽을 쑤어 나누어 먹는다. 붉은팥죽은 옛날부터 액운을 막는 절기 음식으로서, 지방에 따라서는 초상 때나 이사를 하였을 때에 액운을 막기 위해 팥죽을 쑤어 집 안팎에 뿌리고, 이웃끼리 나누어 먹는 풍습이 있다.
  - 동지가 동짓달(음력 11월) 초승에 드는 “애동지[5]”에는 어린이에게 좋지 않은 일이 생긴다고 하여 팥죽을 쑤어 먹지 않고 대신 팥 시루떡을 해 먹었다.
  - 팥죽을 쑤어 조상에 제사를 지내기도 한다.
- 동짓날 날씨로 새해의 농사를 점친다.
- 달력을 선물로 보낸다.
- 서당의 입학 날짜는 대개 동짓날이었다. 이는 동지 이후로 낮의 기운이 점점 커지므로 아이들이 학문을 깨우쳐 밝게 커 가기를 바라는 마음에서 서당의 입학식을 동지에 한 것이다.

## 종류

### 애동지
애동지는 음력 11월 10일까지 드는 동지로 아기동지, 오동지라고도 부른다. 윤달이 들어 있는 2006년과 2009년, 2012년, 2014년, 2017년, 2020년, 2023년 등이 애동지다. 애동지에는 팥죽 대신 팥시루떡, 시루팥떡을 해 먹는다.

### 중동지
중동지는 음력 동짓달 중순(음력 11월 11일 ~ 11월 20일) 사이에 드는 동지이다.

### 노동지
노동지는 음력 11월 21일 이후로 드는 동지를 뜻한다.

## 실제 날짜
- 1945년 12월 22일 (음력 11월 18일) : 중동지
- 1946년 12월 22일 (음력 11월 29일) : 노동지 (말일)
- 1947년 12월 23일 (음력 11월 12일) : 중동지
- 1948년 12월 22일 (음력 11월 22일) : 노동지
- 1949년 12월 22일 (음력 11월 3일) : 애동지
- 1950년 12월 22일 (음력 11월 14일) : 중동지
- 1951년 12월 23일 (음력 11월 25일) : 노동지
- 1952년 12월 22일 (음력 11월 6일) : 애동지
- 1953년 12월 22일 (음력 11월 17일) : 중동지
- 1954년 12월 22일 (음력 11월 28일) : 노동지
- 1955년 12월 23일 (음력 11월 10일) : 애동지
- 1956년 12월 22일 (음력 11월 21일) : 노동지
- 1957년 12월 22일 (음력 11월 2일) : 애동지
- 1958년 12월 22일 (음력 11월 12일) : 중동지
- 1959년 12월 23일 (음력 11월 24일) : 노동지
- 1960년 12월 22일 (음력 11월 5일) : 애동지
- 1961년 12월 22일 (음력 11월 15일) : 중동지
- 1962년 12월 22일 (음력 11월 26일) : 노동지
- 1963년 12월 23일 (음력 11월 8일) : 애동지
- 1964년 12월 22일 (음력 11월 19일) : 중동지
- 1965년 12월 22일 (음력 11월 30일) : 노동지 (말일)
- 1966년 12월 22일 (음력 11월 11일) : 중동지
- 1967년 12월 23일 (음력 11월 22일) : 노동지
- 1968년 12월 22일 (음력 11월 3일) : 애동지
- 1969년 12월 22일 (음력 11월 14일) : 중동지
- 1970년 12월 22일 (음력 11월 24일) : 노동지
- 1971년 12월 23일 (음력 11월 6일) : 애동지
- 1972년 12월 22일 (음력 11월 17일) : 중동지
- 1973년 12월 22일 (음력 11월 28일) : 노동지
- 1974년 12월 22일 (음력 11월 9일) : 애동지
- 1975년 12월 23일 (음력 11월 21일) : 중동지
- 1976년 12월 22일 (음력 11월 2일) : 애동지
- 1977년 12월 22일 (음력 11월 12일) : 중동지
- 1978년 12월 22일 (음력 11월 23일) : 노동지
- 1979년 12월 23일 (음력 11월 5일) : 애동지
- 1980년 12월 22일 (음력 11월 16일) : 중동지
- 1981년 12월 22일 (음력 11월 27일) : 노동지
- 1982년 12월 22일 (음력 11월 8일) : 애동지
- 1983년 12월 22일 (음력 11월 19일) : 중동지
- 1984년 12월 22일 (음력 11월 1일) : 애동지 (삭단동지)
- 1985년 12월 22일 (음력 11월 11일) : 중동지
- 1986년 12월 22일 (음력 11월 21일) : 노동지
- 1987년 12월 22일 (음력 11월 2일) : 애동지
- 1988년 12월 22일 (음력 11월 14일) : 중동지
- 1989년 12월 22일 (음력 11월 25일) : 노동지
- 1990년 12월 22일 (음력 11월 6일) : 애동지
- 1991년 12월 22일 (음력 11월 17일) : 중동지
- 1992년 12월 21일 (음력 11월 28일) : 노동지
- 1993년 12월 22일 (음력 11월 10일) : 애동지
- 1994년 12월 22일 (음력 11월 20일) : 중동지
- 1995년 12월 22일 (음력 11월 1일) : 애동지 (삭단동지)
- 1996년 12월 21일 (음력 11월 11일) : 중동지
- 1997년 12월 22일 (음력 11월 23일) : 노동지
- 1998년 12월 22일 (음력 11월 4일) : 애동지
- 1999년 12월 22일 (음력 11월 15일) : 중동지
- 2000년 12월 21일 (음력 11월 26일) : 노동지
- 2001년 12월 22일 (음력 11월 8일) : 애동지
- 2002년 12월 22일 (음력 11월 19일) : 중동지
- 2003년 12월 22일 (음력 11월 29일) : 노동지 (말일)
- 2004년 12월 21일 (음력 11월 10일) : 애동지
- 2005년 12월 22일 (음력 11월 21일) : 노동지
- 2006년 12월 22일 (음력 11월 3일) : 애동지
- 2007년 12월 22일 (음력 11월 13일) : 중동지
- 2008년 12월 21일 (음력 11월 24일) : 노동지
- 2009년 12월 22일 (음력 11월 7일) : 애동지
- 2010년 12월 22일 (음력 11월 17일) : 중동지
- 2011년 12월 22일 (음력 11월 28일) : 노동지
- 2012년 12월 21일 (음력 11월 9일) : 애동지
- 2013년 12월 22일 (음력 11월 20일) : 중동지
- 2014년 12월 22일 (음력 11월 1일) : 애동지 (삭단동지)
- 2015년 12월 22일 (음력 11월 12일) : 중동지
- 2016년 12월 21일 (음력 11월 23일) : 노동지
- 2017년 12월 22일 (음력 11월 5일) : 애동지
- 2018년 12월 22일 (음력 11월 16일) : 중동지
- 2019년 12월 22일 (음력 11월 26일) : 노동지
- 2020년 12월 21일 (음력 11월 7일) : 애동지
- 2021년 12월 22일 (음력 11월 19일) : 중동지
- 2022년 12월 22일 (음력 11월 29일) : 노동지 (말일)
- 2023년 12월 22일 (음력 11월 10일) : 애동지
- 2024년 12월 21일 (음력 11월 21일) : 노동지
- 2025년 12월 22일 (음력 11월 3일) : 애동지
- 2026년 12월 22일 (음력 11월 14일) : 중동지
- 2027년 12월 22일 (음력 11월 25일) : 노동지
- 2028년 12월 21일 (음력 11월 6일) : 애동지
- 2029년 12월 22일 (음력 11월 18일) : 중동지
- 2030년 12월 22일 (음력 11월 28일) : 노동지
- 2031년 12월 22일 (음력 11월 9일) : 애동지
- 2032년 12월 21일 (음력 11월 19일) : 중동지
- 2033년 12월 22일 (음력 12월 1일) : 노동지 (말일)
- 2034년 12월 22일 (음력 11월 12일) : 중동지
- 2035년 12월 22일 (음력 11월 23일) : 노동지
- 2036년 12월 21일 (음력 11월 4일) : 애동지
- 2037년 12월 22일 (음력 11월 16일) : 중동지
- 2038년 12월 22일 (음력 11월 27일) : 노동지
- 2039년 12월 22일 (음력 11월 7일) : 애동지
- 2040년 12월 21일 (음력 11월 18일) : 중동지
- 2041년 12월 22일 (음력 11월 29일) : 노동지
- 2042년 12월 22일 (음력 11월 11일) : 중동지
- 2043년 12월 22일 (음력 11월 22일) : 노동지
- 2044년 12월 21일 (음력 11월 3일) : 애동지
- 2045년 12월 22일 (음력 11월 15일) : 중동지
- 2046년 12월 22일 (음력 11월 25일) : 노동지
- 2047년 12월 22일 (음력 11월 6일) : 애동지
- 2048년 12월 21일 (음력 11월 16일) : 중동지
- 2049년 12월 22일 (음력 11월 28일) : 노동지
- 2050년 12월 22일 (음력 11월 9일) : 애동지
- 2051년 12월 22일 (음력 11월 20일) : 중동지
- 2052년 12월 21일 (음력 11월 1일) : 애동지 (삭단동지)
- 2053년 12월 22일 (음력 11월 13일) : 중동지

## 기타
- 천문학적으로는 춘분, 하지, 추분, 동지 등 4개만 큰 의미가 있을 뿐, 나머지 20개는 특별한 명칭과 의미가 없다. 더 정확하게 말하면, 천문학에서는 춘분점, 하지점, 추분점, 동지점 등 4개만 있고, 나머지 20개에 대응하는 명칭이나 용어가 없다.[7]
- 또한, 춘분, 하지, 추분, 동지 등 4개는 기상현상이 아니라 천문현상으로서, 이들 4개는 기후변화와 관계없다.[8]

## 같이 보기
- 동지점
- 분점 (춘분점, 추분점)
- 지점 (하지점, 동지점)
- 춘분, 하지, 추분, 동지
- 적경 (24절기에 따른 태양의 적경 참고)
  - 춘분, 하지, 추분, 동지 등 4개만 태양의 적경과 황경이 일치하고, 나머지 20개는 일치하지 않음.
- 적위 (24절기에 따른 태양의 적위, 태양의 위치, 낮의 길이 (일출~일몰), 낮의 비율 참고)
  - 춘분 (또는 춘분점) (태양의 적위 0°, 태양의 위치 적도, 하루 24시간 중 낮이 차지하는 비율 약 50%)
  - 하지 (또는 하지점) (태양의 적위 +23.4°, 태양의 위치 북회귀선, 하루 24시간 중 낮이 차지하는 비율 약 60%)
  - 추분 (또는 추분점) (태양의 적위 0°, 태양의 위치 적도, 하루 24시간 중 낮이 차지하는 비율 약 50%)
  - 동지 (또는 동지점) (태양의 적위 -23.4°, 태양의 위치 남회귀선, 하루 24시간 중 낮이 차지하는 비율 약 40%)
- 백야
  - 동지 (또는 동지점) (태양의 적위가 -23.4° 인 경우) 때, 남위 48.5° 이상인 지역에서 백야 현상이 발생함.
- 극야
  - 동지 (또는 동지점) (태양의 적위가 -23.4° 인 경우) 때, 북위 66.5° 이상인 지역에서 극야 현상이 발생함.
- 겨울
- 새해
  - 양력설
  - 음력설
  - 입춘
  - 춘분
- 얄다
- 성녀 루치아 축일

## 참고 문헌 및 링크
- 동지점 (한국천문학회 천문학백과)
- 동지점 (한국천문학회 위키천문백과사전) 보관됨 2023-03-24 - 웨이백 머신
- 「동지」, 《한국민족문화대백과》, 한국학중앙연구원
- 〈동지〉, 《글로벌세계대백과사전》[깨진 링크(과거 내용 찾기)]
- 지점 (한국천문학회 천문학백과)
- 지점 (한국천문학회 위키천문백과사전) 보관됨 2023-03-24 - 웨이백 머신
- 한국천문연구원 천문우주지식정보 → 생활천문관 → 월별 천문현상 에서는 춘분, 하지, 추분, 동지 등 4개만 절입시각이 표기돼 있고, 나머지 20개의 절입시각은 표기돼 있지 않다. (이는 한국천문연구원에서 매년 11월쯤에 발행하는 역서, 천문력(벽걸이용, 탁상용)을 통해서도 확인할 수 있다. 그리고 역서, 천문력(벽걸이용, 탁상용)은 구매하여 이용할 수 있다. (무료 아님)) 단, 한국천문연구원 천문우주지식정보 → 생활천문관 → 달력자료(월력요항) → 달력자료 에서는 나머지 20개의 절입시각도 확인할 수 있다.
- 이 문서에는 다음커뮤니케이션(현 카카오)에서 GFDL 또는 CC-SA 라이선스로 배포한 글로벌 세계대백과사전의 내용을 기초로 작성된 글이 포함되어 있습니다.